# Microlaimus arenicola
Microlaimus arenicola är en rundmaskart som beskrevs av Schulz 1838. Microlaimus arenicola ingår i släktet Microlaimus och familjen Microlaimidae. Inga underarter finns listade i Catalogue of Life.